# 許宗力
許宗力（1956年2月10日—），臺灣公法學者，現任國立臺灣大學法律學院法律學系兼任教授。曾任司法院大法官並為司法院院長、輔仁大學法律學系專任副教授、教授、國立臺灣大學法律學系專任教授、院長等職務。

## 生平
許宗力出生於嘉義縣民雄鄉，父親是執業律師許竹謨，曾參選嘉義縣縣長但未當選。許宗力從小立志學法，中學時接觸過小說及《紐倫堡大審》、《梅岡城故事》等電影，見法律人顛倒黑白的情節，更加堅定讀法律的心願。1973年自嘉義高中畢業後，將國立臺灣大學法律學系司法組列為聯考的第一志願，並以系狀元高分錄取進入就讀。大學就讀期間成為法言社社長，編撰刊物針砭時政。前總統陳水扁與其有同寢室前後期室友之誼，據其自述當時與其室友皆為學校頭痛人士。
1977年自大學畢業，同年分別考取司法官特考及臺大法律學研究所。許宗力放棄司法官訓練，進入研究所就讀，並於在學期間培養出對憲法、行政法等公法學的興趣。退伍後，於1982年考取公費留學，留學德國哥廷根大学，並獲得法學博士學位。1986年學成返台，先於輔仁大學法律學系任教一年，其後返母校臺大任教。2002年，出任國立臺灣大學法律學院院長。任教其間，曾任多個部會的法規會、訴願委員會、國家賠償委員會委員，曾參與前總統李登輝任內成立之「強化中華民國主權國家地位」小組，為特殊的國與國關係研議者之一。亦曾參與重要實務案件，如於1995年司法院大法官召開之大法官會議擔任釋憲聲請人之訴訟代理人，辯論檢察官羈押權是否違憲；2000年代表行政院於司法院大法官會議辯論核四停建案。
2003年由時任總統陳水扁提名，就任司法院大法官，於本次提名中為僅次許玉秀年紀第二輕之大法官。從事釋憲實務工作期間，踴躍提出諸多大法官意見書，於2011年9月30日卸任。2011年10月，至輔仁大學法律學系擔任專任教授。2013年再返臺大擔任專任教授。
2016年10月，由時任總統蔡英文提名為司法院院長，為司法院首位再任之大法官。10月25日正式獲立法院投票通過，11月1日就任，組成許宗力法庭。

## 個人生活
許宗力現與其妻台灣繪本作家童嘉瑩及兩女居住臺北市；其中大女兒許喻理就是經營粉專「編輯小姐Yuli」本人，曾擔任過童書編輯。

## 著作
- 《Verfassungsrechtliche Schranken der Leistungsgesetzgebung im Sozialstaat》（1986年）
- 《兩岸關係法的嘗試與突破》（1989年，合著）
- 《地方自治法》（1992年，合著）
- 《法與國家權力》（1992年）
- 《行政法》（1998年，合著）
- 《憲法與法治國行政》（1999年）
- 《兩國論與台灣國家定位》（2000年）
- 《法與國家權力（二）》（2006年）

## 媒體報導和政治評論
2020年12月27日，前民主進步黨立法委員林濁水質疑，蔡英文與許宗力「討論」最高行政法院院長人選，「這樣是司法獨立的現象？」
2023年9月9日，許宗力在全國律師聯合會第76屆律師節慶祝大會致詞時說，國民法官案件辯護人看不出團隊合作跡象，「辯方在國民法官案件的表現，是一盤散沙」；全國律師聯合會理事長陳彥希發文暗批許宗力，「散沙們應該反躬自省，還是謝主隆恩」。9月12日，全國律師聯合會發布聲明稿表示，難以苟同許宗力的說詞，期盼司法院正視律師界的聲音；司法院新聞及法治宣導處處長兼司法院發言人陳婷玉回應，許宗力言論是提出各界對國民法官案件的看法，本意不是批評律師。
2024年4月15日，許宗力因臺灣士林地方法院刑事庭法官李昭然疑似不堪工作壓力墜樓亡故事件赴士院慰問時，呼籲基層同仁「多戶外活動，沒必要整天綁辦公室」，引發基層法官於「法官論壇」反彈。針對司法過勞問題，司法院表示，已與行政院協商，研擬修正《法院組織法》等，希望爭取更多人力投入審判業務，也研議放寬相關管考規定。
2024年8月21日，許宗力在法務部司法官學院結業典禮致詞時說「大家如果能有健康的心態，就不會在檢察官論壇、法官論壇上面自怨自艾、怨天尤人」，被質疑放空司法行政事務，對李昭然之死「今天公祭、明天忘記」。
2024年10月30日，許宗力在司法院歡送會中說，「訴訟程序金字塔化」成未竟之功，導致無法解決司法過勞的沉痾，「我對全國法官感到非常非常虧欠」。

## 資料來源
1. ↑  郭妤. . 風傳媒. 2020-12-27  [2024-05-14]. （原始内容存档于2020-12-31） （中文（臺灣））.
2. ↑  林孟潔. . 聯合新聞網. 2023-09-12  [2023-09-12]. （原始内容存档于2024-03-17）.
3. ↑  . ETtoday新聞雲. 2024-04-15  [2024-09-05]. （原始内容存档于2024-09-06）.
4. ↑  . 世界日報. 2024-04-16.
5. ↑  林偉信. . 中國時報. 2024-08-24  [2024-09-15]. （原始内容存档于2024-09-15）.

## 外部連結
| 中華民國政府職務 | 中華民國政府職務                                  | 中華民國政府職務      |
| ---------------- | ------------------------------------------------- | --------------------- |
| 司法院           |                                                   |                       |
| 前任： 賴浩敏    | 司法院院長 第十一任 2016年11月1日－2024年10月31日 | 繼任： 謝銘洋（代理） |